# Everybody's Fine
Everybody's Fine is een Amerikaanse film uit 2009 van regisseur Kirk Jones. De film ging op 3 november 2009 in première op het AFI Film Festival. Voor het grote publiek was hij vanaf 4 december dat jaar toegankelijk. De hoofdrollen worden vertolkt door Robert De Niro, Sam Rockwell, Drew Barrymore en Kate Beckinsale. De film is een remake van de Italiaanse film Stanno tutti bene (1990) van Giuseppe Tornatore.

## Verhaal
Frank Goode leeft alleen in Elmira (New York). Zijn vrouw is pas overleden. Hij heeft hartproblemen, is net gepensioneerd en trots op wat zijn kinderen bereikt hebben, want hij heeft ze altijd gezegd hard te werken en het beste te bereiken. Het is zomer en Frank heeft ze allemaal uitgenodigd, maar op het laatste moment zeggen alle vier zijn kinderen af. Tegen het advies van de dokter in, besluit Frank op reis te gaan en zijn kinderen een verrassingsbezoek te brengen. Eerst gaat hij naar New York, naar zijn zoon David, die kunstschilder is. David is niet thuis, dus gaat hij naar Chicago, Denver en Las Vegas. Later beseft hij dat geen enkele zoon of dochter is als hij zich had voorgesteld. Zullen zijn kinderen hun ware ik nog laten zien? En kan Frank zich hieraan aanpassen?

## Rolverdeling
| Acteur             | Personage   | Opmerkingen |
| ------------------ | ----------- | ----------- |
| Robert De Niro     | Frank Goode |             |
| Drew Barrymore     | Rosy        |             |
| Kate Beckinsale    | Amy         |             |
| Sam Rockwell       | Robert      |             |
| Lucian Masel       | Jack        |             |
| Damian Young       | Jeff        |             |
| James Frain        | Tom         |             |
| Melissa Leo        | Colleen     |             |
| Brendan Sexton III | Mugger      |             |
| Austin Lysy        | David       |             |
| Katherine Moennig  | Jilly       |             |

## Prijzen en nominaties
| Categorie                                     | Festival                                  | Status      |
| --------------------------------------------- | ----------------------------------------- | ----------- |
| Beste filmlied                                | Broadcast Film Critics Association Awards | Genomineerd |
| Beste originele filmlied                      | Golden Globes                             | Genomineerd |
| Beste acteur                                  | New York Film Festival                    | Gewonnen    |
| Beste originele lied geschreven voor een film | World Soundtrack Awards                   | Genomineerd |